# 鄭德惠
鄭德惠，笙演奏家。
香港中樂團笙首席，香港電台駐台演奏家，香港中文大學音樂系及香港演藝學院中樂系笙教師，民族管弦樂學會笙專業委員會高級顧問。
曾前維也納、柏林、聖彼得堡、巴黎、倫敦、亞姆斯特丹、布拉格、紐約、都柏林、慕尼黑、悉尼、東京、奧克蘭、華盛頓、莫斯科、首爾等地演出。並在日本東京音樂節，溫哥華音樂節，台北國際藝術節，澳門國際藝術節，亞洲藝術節，香港藝術節，紐約林肯中心音樂廳等城市獨奏演出。曾合作的指揮家包括葉詠詩，陳變陽，揮袁方，陳澄雄等。
曾獲邀於香港市政局，香港電台，中國文化中心等機構舉辦之演奏會，包括「笙韻竽聲」、「笙簧百囀」、「大師經典」等。2007年10月6日應民族管弦樂學會笙會邀請，在北京音樂廳獨奏演出，中央電視台、中央人民廣播電台現場直播，同年12月23日應中國廣播民族樂團邀請，在北京音樂廳，由彭家鵬指揮，演奏《孔雀》，曾在《CCTV音樂廳》播出。
1998年8月首演《孔雀》，2003年獲評為《二十世紀華人音樂經典》。
2006年中國民族管弦樂學會出版《中國著名笙演奏家鄭德惠獨奏專輯》。
2007年中國文聯出版社出版《北京2007金秋音樂會》DVD收錄了他演奏的《巴赫g小調奏鳴曲》。
他曾演奏大量古典，近代和現代派作品，已列入《中國高等院校笙綜合教材》，他改革的「38簧直咀立姿新型陀圓鍵笙」已被國內外頂尖樂團使用。

## 评论
- 豐富的表現，令觀眾激動不已……《人民日報》
- 技術之精，曲聲之美令觀眾嘆為觀止……《世界報》
- 鄭德惠笙協奏曲《孔雀》的獨奏，其嫻熟的演奏技藝，受到了觀眾的熱烈歡迎。……《人民音樂》
- 38簧笙獨奏不僅展示了演奏家的藝術水準和演奏技巧，更令人一飽耳福……《音樂周刊》（北京）
- 鄭德惠的38簧笙獨奏《巴赫g小調奏鳴曲》充滿詩情畫意，令人浮想聯翩。……《中國民樂報》
- 關迺忠的四幅交響音畫《孔雀》(首演)，使我大開眼界，由鄭德惠以極高的難度，用38簧笙作主奏，展示了作曲家的才華，更表現出獨奏者的深厚功力，這首樂曲應該錄製唱片。……《文匯報》